# José Argote
José Ramon Argote Vega (Maracaibo, 17 ottobre 1980) è un arbitro di calcio venezuelano.

## Carriera
Internazionale dal 2008, è stato designato come arbitro della Coppa America 2015, dirigendo due incontri della fase a gironi, più la semifinale tra Cile e Perù.
L'anno successivo viene selezionato per la Copa América Centenario, dove dirige un incontro della fase a gironi.